# Schnepke
Schnepke ist ein Ortsteil der Stadt Syke (Landkreis Diepholz, Niedersachsen).

## Geografie

### Lage

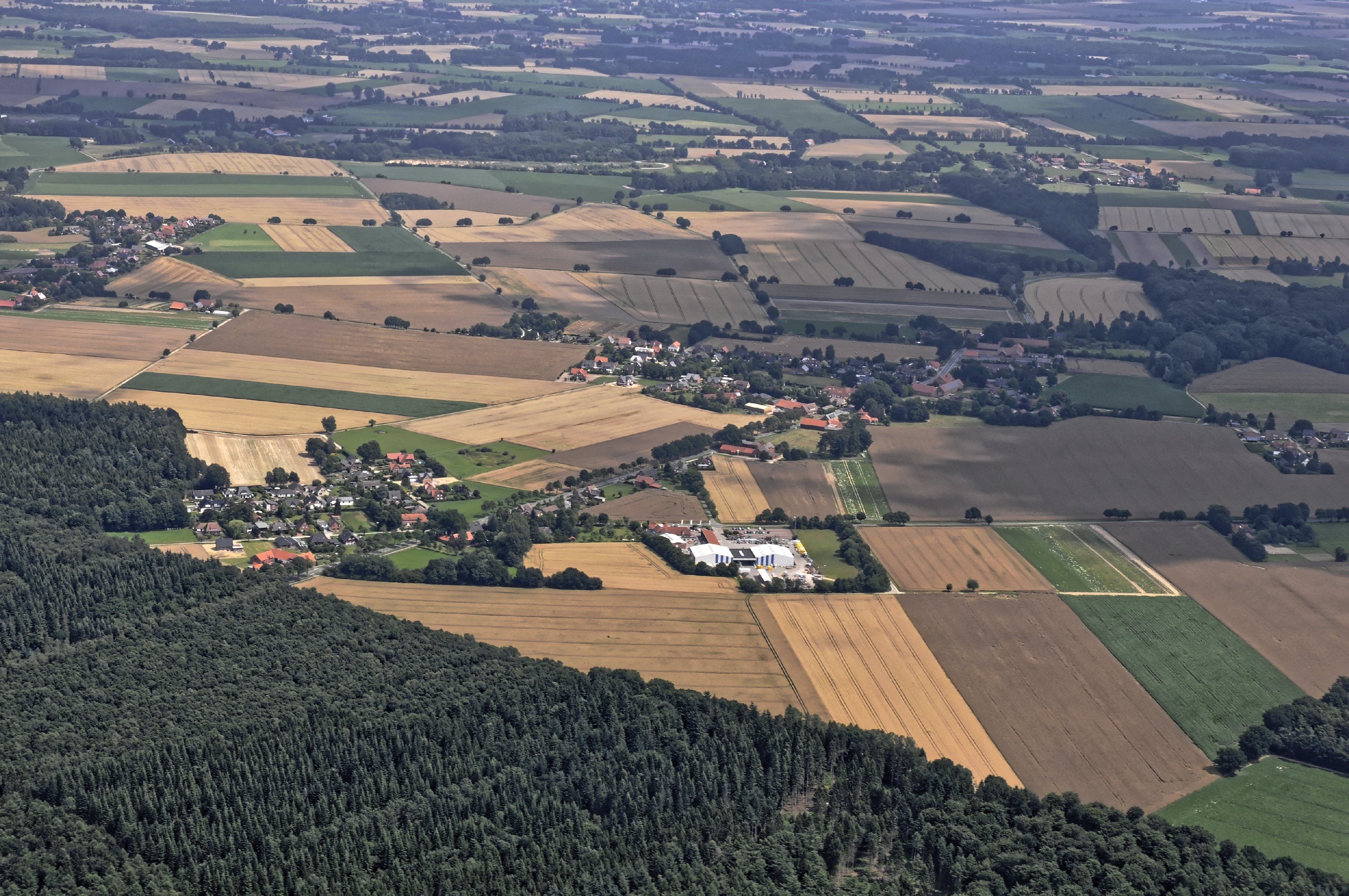
Luftansicht von Schnepke

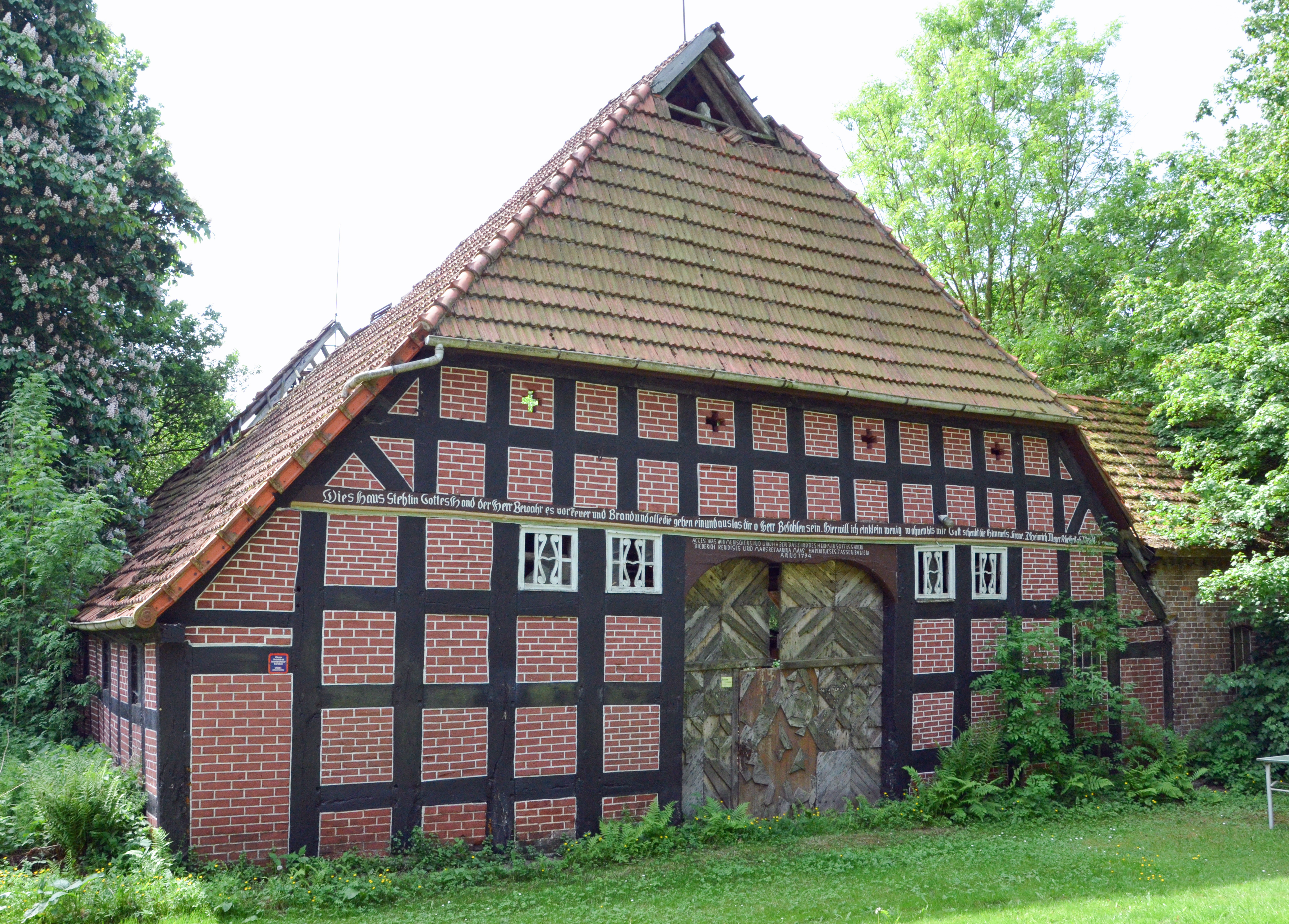
Denkmalgeschützte Hofanlage Schnepker Straße 1 von 1794

Schnepke ist ein Ortsteil der Stadt Syke. Zusammen mit den Syker Ortsteilen Syke, Steimke und Osterholz wird ein mittlerer Bereich gebildet.
Schnepke gehört zusammen mit Syke und Steimke zum Kirchspiel Syke.

### Nachbarorte
Schnepke ist ganz von Syker Ortsteilen umgeben. Nachbarn des im mittleren Bereich von Syke gelegenen Ortes sind die Ortsteile Syke, Osterholz, Heiligenfelde und Gödestorf. Die Dörfer Schnepke, Gödestorf und Osterholz bilden einen gemeinsamen Ortsrat und stellen einen gemeinsamen Ortsbürgermeister.

### Flüsse/Bäche
Durch Schnepke fließt kein Fluss. Einige Kleingewässer liegen in einem kleinen Sumpfgebiet am Dorfrand (Renz Busch), so auch ein kleiner Bach (die Schneebeeke, siehe auch Geschichte).

## Geschichte
Das Dorf wurde urkundlich erstmals im 14. Jahrhundert erwähnt und wird als zur Vogtei Syke gehörig genannt. Die Gemeinde wird auch als Snybecke, Schnettbecke, Snebbeke und Snepke bezeichnet. Diese Namen werden mit Grenzbach übersetzt, Schnede oder Snet bedeutete Grenze, Beeke aber Bach. 1530 gehörte Schnepke zum Amt Syke, die Einwohner waren aber auch gegenüber den Klöstern Bassum und Bücken, später dem Gut Sudweyhe und Gut Hoope abgabepflichtig. Schnepke gehörte zunächst zum Kirchspiel Barrien, später (bis heute) zum Kirchspiel Syke.
Zu Beginn des 19. Jahrhunderts hatte Schnepke nur 28 Feuerstellen. Nach dem Zweiten Weltkrieg wuchs die Einwohnerzahl erheblich: 209 Heimatvertriebene aus den ehemaligen deutschen Ostgebieten wurden aufgenommen.
Am 1. März 1974 wurde die Gemeinde Schnepke in die Stadt Syke eingegliedert.

### Einwohnerentwicklung
- 1950: 355 Einwohner
- 1961: 296 Einwohner[2]
- 1966: 278 Einwohner
- 1970: 305 Einwohner[2]
- 1982: 387 Einwohner
- 2006: 450 Einwohner

## Infrastruktur
Schnepke hat keine eigene Kirche und auch keinen Friedhof. Ebenso verfügt es nicht über Gaststätten oder Einkaufsmöglichkeiten und hat auch keine eigene Schule. Die Schnepker Kinder besuchen die Grundschule in Heiligenfelde und später die weiterführenden Schulen in Syke. Das ehemalige Schnepker Schulgebäude, heute als Wohnhaus genutzt, ist noch vorhanden. Zwei ehemalige Gaststätten, eine im Ortskern und eine am Ortsausgang Richtung Syke, wurden in den letzten Jahrzehnten zu Wohnhäusern umgebaut.
Im Ort sind ein Baustoffhändler und ein auch überregional bekannter Motorradhändler ansässig. Darüber hinaus gibt es noch eine Reihe von landwirtschaftlichen Betrieben, allerdings in den letzten Jahren mit abnehmender Tendenz. Die erwerbstätigen Einwohner arbeiten zu einem großen Teil in Syke oder in anderen größeren Gemeinden.
Bis in die 1920er Jahre wurde im Wald „Friedeholz“, in den sog. Buerfuhren (Bauernwald) Ton abgebaut. Noch heute kann man dort Spuren der Förderung in Form von großen Gruben erkennen. Der Ton wurde in einer Ziegelei, die im Bereich der heutigen Straßen Heerweg und Fuhrenweg lag, verarbeitet. Das Verwaltungsgebäude dieser Ziegelei ist noch heute als großes Wohnhaus am Heerweg erhalten. Im Ortskern befand sich zudem eine Mühle, die noch erhalten ist und als Wohngebäude genutzt wird.
Das Kriegerdenkmal am Ortsausgang Richtung Syke enthält die Namen der Gefallenen und Vermissten aus dem Ersten Weltkrieg und aus dem Zweiten Weltkrieg.

### Verkehr / Straßen
Schnepke liegt fernab des großen Verkehrs. Die nächste Bundesstraße, die B 6, verläuft 3,5 km entfernt westlich durch Syke und schafft gute Verbindungen zum Norden (nach Bremen, zur A 1 und zur A 27) und zum Süden (nach Hannover, zur A 2). Eine Buslinie verbindet Schnepke mit Syke; allerdings ist die Frequenz der Busse nicht sehr hoch. Seit 2009 verkehrt auch der Bürgerbus mehrmals täglich.
Eine gut ausgebaute Hauptstraße, die Landesstraße L 354, durchschneidet den Kernort. Sie verläuft als „Schnepker Straße“ nordwestlich nach Syke und südöstlich nach Gödestorf.
Spätestens im Jahr 1974 bekamen alle Schnepker Straßen und einige Wege Namen. Insgesamt gibt es in Schnepke 13 Straßen und Wege, die Namen haben. Daneben gibt es einige Feldwege, die namenlos geblieben sind. Die Namen der Schnepker Straßen sind (in alphabetischer Reihenfolge): Am Damm, Am Forstrand, Bernhard-Dierking-Weg, Brinkweg, Falldorfer Weg, Fuhrenweg, Heerweg, Im Kreuzbusch, Poststraße, Schnepker Straße, Schlattweg, Traher Weg, Wegsende.

#### Schiene
Der ca. 6 km westlich vom Schnepker Ortskern entfernt gelegene DB-Bahnhof in Syke liegt an der Strecke Bremen-Osnabrück.

### Vereine, Aktivitäten
In Schnepke wird ein Dorfgemeinschaftshaus unterhalten für Dorffeste, Vereinsanlässe und für private Feste der Bürger. Jährlich werden ein Erntefest und ein Schützenfest veranstaltet. Der Schützenverein Schnepke e. V., der das gemeinschaftliche Leben im Ort prägt, feierte 2025 sein 75-jähriges Vereinsjubiläum.

## Persönlichkeiten, die vor Ort wirken
In Schnepke haben oder hatten folgende Bildhauer ihr Domizil mit entsprechender Werkstatt:
- Elsa Töbelmann (* 1953 in Bassum)
- Andreas Frömberg (* 1954 in Syke; † 2018)
- Henning Greve (* 1954 in Bonn)

## Sehenswürdigkeiten
- In der Liste der Baudenkmale in Syke sind für Schnepke zwei Baudenkmale aufgeführt.
- Das Naturschutzgebiet „Schnepker Schlatt“, das sich mit einer Gesamtgröße von 5,0 ha im Bereich "Heerweg" und "Schlattweg" befindet, wurde bereits 1935 als solches ausgewiesen. Es ist unter Insektenforschern durchaus auch überregional bekannt.
- Zwischen Schnepke und Syke liegt ein großes Waldgebiet, das Friedeholz, mit einem hohen Naherholungswert. Bei einem Orkan im Jahre 1972 wurden große Teile des Waldes zerstört, aber seitdem wieder aufgeforstet.
- Das Kriegerdenkmal an der Einmündung der Straße Heerweg in die Schnepker Straße enthält die Namen von 11 Gefallenen aus dem Ersten Weltkrieg sowie von 19 Gefallenen und 5 Vermissten aus dem Zweiten Weltkrieg – (siehe Kriegerdenkmale in Syke#Schnepke)

## Schnepker Lied
In den 1930er Jahren wurde unter Anleitung des damaligen Lehrers von Schnepke, Bernhard Dierking, nach dem eine Straße in Schnepke benannt ist, das Schnepker Lied von Schulkindern gedichtet:
Dort wo der Forst in Tannen endet, /
sich der Heerweg wohl heimwärts wendet, /
dort liegt ein Dorf im Sonnenschein, /
jawohl, das kann nur Schnepke sein.
Do schnakt de Lüüd noch richdich Platt, /
do rolmt de Kolk dat Schnepker Schlatt, /
de ole Heerweg ook dorbie, /
drum Old und Jung vergeeht dat nie.
In ole und in nee Tied /
givt nur een Schnepke wiet und briet, /
givt nur een Schnepke wiet und briet!
Übersetzung der beiden plattdeutschen Strophen:
Da sprechen die Leute noch richtiges Platt, /
da säumt der Kolk das Schnepker Schlatt, /
der alte Heerweg auch dabei, /
darum Alt und Jung vergessen das nie.
In alter und in neuer Zeit /
gibts nur ein Schnepke weit und breit, /
gibts nur ein Schnepke weit und breit!